# Poa bradei
Poa bradei är en gräsart som beskrevs av Pilg.. Poa bradei ingår i släktet gröen, och familjen gräs. Inga underarter finns listade i Catalogue of Life.